# Cyanoplax fernaldi
Cyanoplax fernaldi is een keverslakkensoort uit de familie van de Lepidochitonidae. De wetenschappelijke naam van de soort is voor het eerst geldig gepubliceerd in 1986 door Eernisse.